# Oster-Mega-Hit-Marathon
Der Oster-Mega-Hit-Marathon bzw. Top 800 ist eine Sammelbezeichnung für eine Radiosendung, die jedes Jahr vom privaten Hörfunksender Radio Hamburg ausgestrahlt wird. Sie wird seit 1989 über das Osterwochenende gesendet und dauert rund 66 Stunden. Der Oster-Hit-Marathon, der aus den Einsendungen der Hörer ermittelt wird, wird daher auch als Hörerhitparade bezeichnet.
Das Finale mit den Top 20, die aus Gründen der Spannung bis zuletzt geheim bleiben, findet traditionell nahe dem Rundfunkstandort statt und hat mittlerweile Volksfestcharakter. 2008 fand es zuletzt mit etwa 15.000 Menschen am Speersort statt, zeitweilig im Volksparkstadion und Color Line Arena, seit 2009 mit über 20.000 in der Mönckebergstraße.
Bei der Veranstaltung traten bereits Künstler wie Madcon, Andru Donalds, Die Atzen, Stefanie Heinzmann, Lotto King Karl oder Bosse auf einer Showbühne auf.

## Geschichte
Die Top 800 basieren auf einer Idee zweier damaliger Volontäre. Marzel Becker (später Programmdirektor und Geschäftsführer von Radio Hamburg) und Stephan Heller hoben zum 800. Geburtstag des Hamburger Hafens eine Hörerhitparade aus der Taufe, die entsprechend dem damaligen Jubiläum 800 Titel umfasste. Die Abstimmung erfolgte damals per Postkarte. Die Aktion wurde einige Wochen zuvor im Hamburger Abendblatt angekündigt. Auch alle 800 Titel (bis auf die geheimen Top 20) wurden in dem Blatt ganzseitig präsentiert. Die Sendung wurde über das Osterwochenende ausgestrahlt und lediglich von den beiden Volontären moderiert, und zwar ohne Schlaf vom Morgen des Karsamstags bis zum Abend des Ostermontags. Die Nummer eins der Top 800 war Robin Becks Titel First Time.
Das Konzept erwies sich als erfolgreich und wird seitdem jedes Jahr mit wechselnden Moderatorenbesetzungen neu aufgelegt, wobei die Hitparade entsprechend dem Hafenalter jedes Jahr um einen Titel erweitert wird. Als 2015 bei den Top 826 „Cheerleader“ von OMI im Felix-Jaehn-Remix gewann, war letzterer beim Finale anwesend. Auch andere private Rundfunksender haben die Idee einer mehrtägigen Hörerhitparade in ihr Programm übernommen.
Seit den Top 829 im Jahre 2018 wird der Ostermegahitmarathon auch im Videostream auf Twitch und der Radio-Hamburg-Internetseite übertragen. Zu den Top 833 im Jahre 2022 wurde kein Videostream übertragen, da aus dem gläsernen Studio moderiert wurde. In den Jahren 2020, 2021 und 2022 wurde aufgrund der Corona-Pandemie kein Finale in der Mönckebergstraße veranstaltet. Im Jahr 2023 fand auch kein Finale in der Mönckebergstraße statt, stattdessen wurde das Finale von einem der Alsterschiffe in Hamburg gesendet.

## Moderatoren
Der Oster-Mega-Hit-Marathon wird von zwei oder mehr Moderatoren im Wechsel oder gemeinsam ohne Schlaf moderiert. Hier sind alle bisherigen Zusammensetzungen aufgelistet:
Moderatoren mit fettgedrucktem Namen haben erstmalig moderiert.
| Moderatoren seit 1989 | Moderatoren seit 1989 | Moderatoren seit 1989                                                                                      |
| Jahr                  | Top                   | Moderatoren                                                                                                |
| --------------------- | --------------------- | --- |
| 1989                  | 800                   | Marzel Becker und Stephan Heller                                                                           |
| 1990                  | 801                   | Marzel Becker und Stephan Heller                                                                           |
| 1991                  | 802                   | Marzel Becker und Stephan Heller                                                                           |
| 1992                  | 803                   | Marzel Becker und Stephan Heller                                                                           |
| 1993                  | 804                   | Gunnar Kron und Kathrin Lehmann                                                                            |
| 1994                  | 805                   | Gunnar Kron und Kathrin Lehmann                                                                            |
| 1995                  | 806                   | Marzel Becker und Stephan Heller                                                                           |
| 1996                  | 807                   | Sven Hasenclever, Gunnar Kron, Kathrin Lehmann und John Ment                                               |
| 1997                  | 808                   | Sven Hasenclever, Gunnar Kron, Kathrin Lehmann und John Ment                                               |
| 1998                  | 809                   | Sven Hasenclever, Gunnar Kron, Kathrin Lehmann und John Ment                                               |
| 1999                  | 810                   | Jan Bastick, Marzel Becker und Dietmar Simon                                                               |
| 2000                  | 811                   | Jan Bastick, Marzel Becker, John Ment und Meike Ment                                                       |
| 2001                  | 812                   | Jan Bastick, Julia Elkay, Birgit Hahn, John Ment                                                           |
| 2002                  | 813                   | Jan Bastick, Birgit Hahn, Diane Hielscher und John Ment                                                    |
| 2003                  | 814                   | Jan Bastick, Indra Gerdes, Birgit Hahn und John Ment                                                       |
| 2004                  | 815                   | Jan Bastick und Dirk Steigemann                                                                            |
| 2005                  | 816                   | Jan Bastick und Dirk Steigemann                                                                            |
| 2006                  | 817                   | Dennis Dabelstein, Tim Gafron, John Ment, Christina Weiss (+Martin Baum)                                   |
| 2007                  | 818                   | Horst Hoof, Birgit Hahn, John Ment, Christina Weiss (+Dennis Dabelstein)                                   |
| 2008                  | 819                   | Horst Hoof, Dennis Dabelstein, Birgit Hahn, John Ment (+Tim Gafron)                                        |
| 2009                  | 820                   | John Ment, Sarah Berg, Birgit Hahn, Horst Hoof                                                             |
| 2010                  | 821                   | Birgit Hahn und Horst Hoof                                                                                 |
| 2011                  | 822                   | Birgit Hahn und Horst Hoof                                                                                 |
| 2012                  | 823                   | Birgit Hahn und Horst Hoof                                                                                 |
| 2013                  | 824                   | Birgit Hahn und Horst Hoof                                                                                 |
| 2014                  | 825                   | Birgit Hahn und Horst Hoof                                                                                 |
| 2015                  | 826                   | Tim Gafron und Niklas Naujok                                                                               |
| 2016                  | 827                   | Tim Gafron und Niklas Naujok                                                                               |
| 2017                  | 828                   | Tim Gafron und André Kuhnert                                                                               |
| 2018                  | 829                   | Tim Gafron und André Kuhnert                                                                               |
| 2019                  | 830                   | Tim Gafron, Birgit Hahn, André Kuhnert, John Ment, Onni Schlebusch und Linda Stahl                         |
| 2020                  | 831                   | Tim Gafron, André Kuhnert, John Ment, Onni Schlebusch, Insa Struve und Christian Stübinger                 |
| 2021                  | 832                   | Luca Büttner, Tim Gafron, André Kuhnert, John Ment, Christian Stübinger und Laura Winter                   |
| 2022                  | 833                   | Luca Büttner, Tim Gafron, Anke Hanisch, Alex Kühl, André Kuhnert, John Ment und Natalie Strauss            |
| 2023                  | 834                   | Finn Rieken, Tim Gafron, Alicia Alvarez, Christian Stübinger, John Ment, Luis Da Costa und Natalie Strauss |
| 2024                  | 835                   | Finn Rieken, Tim Gafron, Alicia Alvarez, Christian Stübinger, John Ment, Anke Hanisch und Lea Kruse        |

## Top-20-Platzierungen
Das sind jeweils die 20 beliebtesten Titel der letzten Jahre.
| Top 800 (1989) | Top 800 (1989)     | Top 800 (1989)                |
| Platz          | Künstler           | Titel                         |
| -------------- | ------------------ | ----------------------------- |
| 1              | Robin Beck         | First Time                    |
| 2              | Bobby McFerrin     | Don’t Worry, Be Happy         |
| 3              | Tanita Tikaram     | Twist in My Sobriety          |
| 4              | Phil Collins       | In the Air Tonight            |
| 5              | Phil Collins       | Two Hearts                    |
| 6              | Rainhard Fendrich  | Macho, Macho                  |
| 7              | Klaus & Klaus      | Der Eiermann                  |
| 8              | Womack & Womack    | Teardrops                     |
| 9              | Edelweiss          | Bring Me Edelweiss            |
| 10             | The Beach Boys     | Kokomo                        |
| 11             | Rick Astley        | Take Me to Your Heart         |
| 12             | The Rolling Stones | (I Can’t Get No) Satisfaction |
| 13             | Phil Collins       | A Groovy Kind of Love         |
| 14             | Enya               | Orinoco Flow                  |
| 15             | Hans Albers        | La Paloma                     |
| 16             | Rod Stewart        | Sailing                       |
| 17             | Willy Puma         | St. Pauli Rap                 |
| 18             | Klaus & Klaus      | An der Nordseeküste           |
| 19             | Die Ärzte          | Westerland                    |
| 20             | Led Zeppelin       | Stairway to Heaven            |

| Top 801 (1990) | Top 801 (1990)             | Top 801 (1990)                 |
| Platz          | Künstler                   | Titel                          |
| -------------- | -------------------------- | ------------------------------ |
| 1              | Phil Collins               | Another Day in Paradise        |
| 2              | Kaoma                      | Lambada                        |
| 3              | Sinéad O’Connor            | Nothing Compares 2 U           |
| 4              | David Hasselhoff           | Looking for Freedom            |
| 5              | Lisa Stansfield            | All Around the World           |
| 6              | Milli Vanilli              | Girl I’m Gonna Miss You        |
| 7              | Phil Collins               | I Wish It Would Rain Down      |
| 8              | Billy Joel                 | Leningrad                      |
| 9              | Phil Collins               | In the Air Tonight             |
| 10             | Willy Puma                 | Zwischen Millerntor und Hawaii |
| 11             | Sydney Youngblood          | Sit and Wait                   |
| 12             | Frank Zander               | Hier kommt Kurt                |
| 13             | Billy Joel                 | We Didn’t Start the Fire       |
| 14             | Tina Turner                | The Best                       |
| 15             | Abi 88                     | Schulleiter von Meiendorf      |
| 16             | Nena                       | Wunder gescheh’n               |
| 17             | Depeche Mode               | Enjoy the Silence              |
| 18             | Sandra                     | Hiroshima                      |
| 19             | Peter Maffay               | Tiefer                         |
| 20             | Marius Müller-Westernhagen | Sexy                           |

| Top 802 (1991) | Top 802 (1991)             | Top 802 (1991)                        |
| Platz          | Künstler                   | Titel                                 |
| -------------- | -------------------------- | ------------------------------------- |
| 1              | Marius Müller-Westernhagen | Freiheit                              |
| 2              | Torfrock                   | Beinhart                              |
| 3              | Phil Collins               | Another Day in Paradise               |
| 4              | Matthias Reim              | Verdammt, ich lieb’ Dich              |
| 5              | Vanilla Ice                | Ice Ice Baby                          |
| 6              | Phil Collins               | In the Air Tonight                    |
| 7              | Rod Stewart                | Sailing                               |
| 8              | Londonbeat                 | I’ve Been Thinking About You          |
| 9              | Enigma                     | Sadeness (Part I)                     |
| 10             | AC/DC                      | Thunderstruck                         |
| 11             | Matthias Reim              | Ich hab’ geträumt von dir             |
| 12             | Sinéad O’Connor            | Nothing Compares 2 U                  |
| 13             | Snap!                      | Mary Had a Little Boy                 |
| 14             | King Køng                  | Money                                 |
| 15             | Wildecker Herzbuben        | Herzilein                             |
| 16             | Stevie B                   | Because I Love You (The Postman Song) |
| 17             | Kim Appleby                | Don’t Worry                           |
| 18             | Bette Midler               | From a Distance                       |
| 19             | The Rolling Stones         | (I Can’t Get No) Satisfaction         |
| 20             | Phil Collins               | Do You Remember?                      |

| Top 803 (1992) | Top 803 (1992)              | Top 803 (1992)                    |
| Platz          | Künstler                    | Titel                             |
| -------------- | --------------------------- | --------------------------------- |
| 1              | Genesis                     | I Can’t Dance                     |
| 2              | R.E.M.                      | Losing My Religion                |
| 3              | Right Said Fred             | Don’t Talk Just Kiss              |
| 4              | Ten Sharp                   | You                               |
| 5              | Marius Müller-Westernhagen  | Krieg                             |
| 6              | Sting                       | We’ll Be Together                 |
| 7              | Queen                       | The Show Must Go On               |
| 8              | Simply Red                  | Stars                             |
| 9              | Genesis                     | No Son of Mine                    |
| 10             | Scorpions                   | Wind of Change                    |
| 11             | U 96                        | Das Boot                          |
| 12             | Shanice                     | I Love Your Smile                 |
| 13             | Bryan Adams                 | (Everything I Do) I Do It for You |
| 14             | Nirvana                     | Smells Like Teen Spirit           |
| 15             | George Michael & Elton John | Don’t Let the Sun Go Down on Me   |
| 16             | Michael Jackson             | Remember the Time                 |
| 17             | Marius Müller-Westernhagen  | Freiheit                          |
| 18             | Mr. Big                     | To Be with You                    |
| 19             | Michael Jackson             | Black or White                    |
| 20             | Roland Kaiser               | Fenster zum Hof                   |

| Top 804 (1993) | Top 804 (1993)            | Top 804 (1993)             |
| Platz          | Künstler                  | Titel                      |
| -------------- | ------------------------- | -------------------------- |
| 1              | Whitney Houston           | I Will Always Love You     |
| 2              | Paul McCartney            | Hope of Deliverance        |
| 3              | Ace of Base               | All That She Wants         |
| 4              | Michael Jackson           | Heal the World             |
| 5              | Die Fantastischen Vier    | Die da!?!                  |
| 6              | Charles & Eddie           | Would I Lie to You         |
| 7              | Rod Stewart               | Tom Traubert’s Blues       |
| 8              | Guns N’ Roses             | November Rain              |
| 9              | Genesis                   | I Can’t Dance              |
| 10             | Bon Jovi                  | Keep the Faith             |
| 11             | Shakespears Sister        | Hello (Turn Your Radio On) |
| 12             | Eric Clapton              | Layla                      |
| 13             | Hamburger Arroganz        | Livin’ in Hamburg          |
| 14             | Eric Clapton              | Tears in Heaven            |
| 15             | Dr. Alban                 | It’s My Life               |
| 16             | R.E.M.                    | Man on the Moon            |
| 17             | Bon Jovi                  | Bed of Roses               |
| 18             | Captain Hollywood Project | More and More              |
| 19             | Haddaway                  | What Is Love               |
| 20             | INXS                      | Devil Inside               |

| Top 805 (1994) | Top 805 (1994)                    | Top 805 (1994)                                 |
| Platz          | Künstler                          | Titel                                          |
| -------------- | --------------------------------- | ---------------------------------------------- |
| 1              | Meat Loaf                         | I’d Do Anything for Love (But I Won’t Do That) |
| 2              | Bryan Adams / Rod Stewart / Sting | All for Love                                   |
| 3              | Bryan Adams                       | Please Forgive Me                              |
| 4              | Take That                         | Babe                                           |
| 5              | Ace of Base                       | The Sign                                       |
| 6              | Pet Shop Boys                     | Go West                                        |
| 7              | Phil Collins                      | Both Sides of the Story                        |
| 8              | Helge Schneider                   | Katzeklo                                       |
| 9              | Cappella                          | U Got 2 Let the Music                          |
| 10             | East 17                           | It’s Alright                                   |
| 11             | Heinz Rühmann                     | (La Le Lu) Unser Lied                          |
| 12             | Die Prinzen                       | Alles nur geklaut                              |
| 13             | Urban Cookie Collective           | Sail Away                                      |
| 14             | Prince Ital Joe feat. Marky Mark  | Happy People                                   |
| 15             | Whitney Houston                   | I Will Always Love You                         |
| 16             | Freddie Mercury                   | Livin’ on My Own                               |
| 17             | Chris Rea                         | Julia                                          |
| 18             | Aerosmith                         | Cryin’                                         |
| 19             | Phil Collins                      | Everyday                                       |
| 20             | 4 Non Blondes                     | What’s Up?                                     |

| Top 806 (1995) | Top 806 (1995)                  | Top 806 (1995)          |
| Platz          | Künstler                        | Titel                   |
| -------------- | ------------------------------- | ----------------------- |
| 1              | Vangelis                        | Conquest of Paradise    |
| 2              | The Cranberries                 | Zombie                  |
| 3              | The Kelly Family                | An Angel                |
| 4              | Rednex                          | Cotton Eye Joe          |
| 5              | Bruce Springsteen               | Streets of Philadelphia |
| 6              | The Connells                    | ’74–’75                 |
| 7              | Scatman John                    | Scatman’s World         |
| 8              | Wet Wet Wet                     | Love Is All Around      |
| 9              | IXI                             | Der Knutschfleck        |
| 10             | East 17                         | Stay Another Day        |
| 11             | Fury in the Slaughterhouse      | Time To Wonder          |
| 12             | Take That                       | Sure                    |
| 13             | Elton John                      | Circle of Life          |
| 14             | Simple Minds                    | Don’t You               |
| 15             | Madonna                         | Take a Bow              |
| 16             | Ernie und Bert und ihre Freunde | Quietsche-Entchen       |
| 17             | Mark ’Oh                        | Tears Don’t Lie         |
| 18             | The Kelly Family                | Why Why Why             |
| 19             | Bon Jovi                        | Always                  |
| 20             | Marius Müller-Westernhagen      | Es Geht Mir Gut         |

| Top 807 (1996) | Top 807 (1996)               | Top 807 (1996)          |
| Platz          | Künstler                     | Titel                   |
| -------------- | ---------------------------- | ----------------------- |
| 1              | Fools Garden                 | Lemon Tree              |
| 2              | The Kelly Family             | The Rose                |
| 3              | Michael Jackson              | Earth Song              |
| 4              | Fun Factory                  | Doh Wah Diddy           |
| 5              | Take That                    | Back for Good           |
| 6              | Coolio                       | Gangsta’s Paradise      |
| 7              | The Sisters of Mercy         | Temple Of Love          |
| 8              | Fury in the Slaughterhouse   | Time To Wonder          |
| 9              | Everything but the Girl      | Missing                 |
| 10             | Pur                          | Abenteuerland           |
| 11             | Take That                    | How Deep Is Your Love   |
| 12             | Oasis                        | Wonderwall              |
| 13             | IXI                          | Knutschfleck            |
| 14             | Dolls United feat. Jim Knopf | Eine Insel mit 2 Bergen |
| 15             | Simply Red                   | Fairground              |
| 16             | Babylon Zoo                  | Spaceman                |
| 17             | Die Fantastischen Vier       | Sie ist weg             |
| 18             | Robert Miles                 | Children                |
| 19             | The Sisters Of Mercy         | More                    |
| 20             | Stefan Raab                  | Hier Kommt Die Maus     |

| Top 808 (1997) | Top 808 (1997)                   | Top 808 (1997)             |
| Platz          | Künstler                         | Titel                      |
| -------------- | -------------------------------- | -------------------------- |
| 1              | Andrea Bocelli / Sarah Brightman | Time To Say Goodbye        |
| 2              | No Doubt                         | Don’t Speak                |
| 3              | Toni Braxton                     | Un-Break My Heart          |
| 4              | Madonna                          | Don’t Cry for Me Argentina |
| 5              | Backstreet Boys                  | Quit Playing Games         |
| 6              | Depeche Mode                     | Barrel Of A Gun            |
| 7              | Tic Tac Toe                      | Verpiß Dich                |
| 8              | Whitney Houston                  | Step By Step               |
| 9              | Peter Maffay                     | Siehst du die Sonne        |
| 10             | No Mercy                         | When I Die                 |
| 11             | Spice Girls                      | 2 Become 1                 |
| 12             | Tic Tac Toe                      | Warum                      |
| 13             | Bed & Breakfast                  | Falling In Love            |
| 14             | Die Toten Hosen                  | Zehn kleine Jägermeister   |
| 15             | Dune                             | Who Wants To Live Forever  |
| 16             | Jamiroquai                       | Cosmic Girl                |
| 17             | Fury in the Slaughterhouse       | Time To Wonder             |
| 18             | Scooter                          | Break It Up                |
| 19             | Backstreet Boys                  | Get Down (You're The One)  |
| 20             | George Michael                   | Like Jesus To A Child      |

| Top 809 (1998) | Top 809 (1998)                            | Top 809 (1998)                               |
| Platz          | Künstler                                  | Titel                                        |
| -------------- | ----------------------------------------- | -------------------------------------------- |
| 1              | Céline Dion                               | My Heart Will Go On                          |
| 2              | Guildo Horn & die Orthopädischen Strümpfe | Guildo hat euch lieb!                        |
| 3              | Madonna                                   | Frozen                                       |
| 4              | Run-D.M.C. vs. Jason Nevins               | It’s Like That                               |
| 5              | Natalie Imbruglia                         | Torn                                         |
| 6              | Janet Jackson                             | Together Again                               |
| 7              | Wes                                       | Alane                                        |
| 8              | Puff Daddy & Faith Evans                  | I’ll Be Missing You                          |
| 9              | Elton John                                | Goodbye England's Rose                       |
| 10             | Aqua                                      | Barbie Girl                                  |
| 11             | Dru Hill                                  | In My Bed                                    |
| 12             | Bell Book & Candle                        | Rescue Me                                    |
| 13             | Espen Lind                                | When Susannah Cries                          |
| 14             | Eros Ramazzotti & Tina Turner             | Cose della vita (Can’t Stop Thinking of You) |
| 15             | Will Smith                                | Men in Black                                 |
| 16             | Backstreet Boys                           | All I Have To Give                           |
| 17             | Savage Garden                             | To the Moon and Back                         |
| 18             | Lighthouse Family                         | High                                         |
| 19             | Young Deenay                              | Walk On By                                   |
| 20             | Udo Jürgens                               | Aber bitte mit Sahne                         |

| Top 810 (1999) | Top 810 (1999)             | Top 810 (1999)       |
| Platz          | Künstler                   | Titel                |
| -------------- | -------------------------- | -------------------- |
| 1              | Cher                       | Believe              |
| 2              | Emilia                     | Big Big World        |
| 3              | Liquido                    | Narcotic             |
| 4              | Céline Dion                | My Heart Will Go On  |
| 5              | Cher                       | Strong Enough        |
| 6              | Oli P.                     | Flugzeuge im Bauch   |
| 7              | Gottlieb Wendehals         | Polonäse Blankenese  |
| 8              | Sasha                      | If You Believe       |
| 9              | Madonna                    | Power of Goodbye     |
| 10             | Britney Spears             | … Baby One More Time |
| 11             | Marius Müller-Westernhagen | Wieder hier          |
| 12             | Loona                      | Hijo de la luna      |
| 13             | Ärzte                      | Männer sind Schweine |
| 14             | Boyzone                    | No Matter What       |
| 15             | Modern Talking             | You Are Not Alone    |
| 16             | Oli P.                     | I Wish               |
| 17             | Bryan Adams & Melanie C    | When You're Gone     |
| 18             | Will Smith                 | Miami                |
| 19             | Absolute Beginner          | Liebes Lied          |
| 20             | Lenny Kravitz              | Fly Away             |

| Top 811 (2000) | Top 811 (2000)        | Top 811 (2000)                      |
| Platz          | Künstler              | Titel                               |
| -------------- | --------------------- | ----------------------------------- |
| 1              | Tom Jones / Mousse T. | Sex Bomb                            |
| 2              | Madonna               | American Pie                        |
| 3              | Santana               | Maria Maria                         |
| 4              | Stefan Raab           | Wadde hadde dudde da?               |
| 5              | Him                   | Join Me (in Death)                  |
| 6              | Santana               | Smooth                              |
| 7              | Metallica             | Nothing Else Matters                |
| 8              | Phil Collins          | Dir Gehört Mein Herz                |
| 9              | Lou Bega              | Mambo No. 5 (A Little Bit Of …)     |
| 10             | French Affair         | My Heart Goes Boom (La Di Da Da)    |
| 11             | A-Ha                  | Summer Moved On                     |
| 12             | Eiffel 65             | Blue (Da Ba Dee)                    |
| 13             | Cher                  | Believe                             |
| 14             | Britney Spears        | Born to Make You Happy              |
| 15             | DJ Ötzi               | Anton aus Tirol                     |
| 16             | Bloodhound Gang       | The Bad Touch                       |
| 17             | Céline Dion           | My Heart Will Go On                 |
| 18             | Sting                 | Desert Rose                         |
| 19             | Moby                  | Why Does My Heart Feel So Bad       |
| 20             | Backstreet Boys       | Show Me The Meaning Of Being Lonely |

| Top 812 (2001) | Top 812 (2001)        | Top 812 (2001)                    |
| Platz          | Künstler              | Titel                             |
| -------------- | --------------------- | --------------------------------- |
| 1              | No Angels             | Daylight in Your Eyes             |
| 2              | Robbie Williams       | Supreme                           |
| 3              | Gigi D’Agostino       | La Passion                        |
| 4              | DJ Ötzi               | Hey Baby                          |
| 5              | Sugababes             | Overload                          |
| 6              | Eminem                | Stan                              |
| 7              | Madonna               | Music                             |
| 8              | Die Ärzte             | Manchmal haben Frauen …           |
| 9              | Anastacia             | I’m Outta Love                    |
| 10             | Tom Jones / Mousse T. | Sex Bomb                          |
| 11             | Christian             | Es ist geil ein Arschloch zu sein |
| 12             | Rednex                | The Spirit of the Hawk            |
| 13             | DJ BoBo & Irene Cara  | What a Feeling                    |
| 14             | Modjo                 | Lady (Hear Me Tonight)            |
| 15             | Jennifer Lopez        | Love Don’t Cost a Thing           |
| 16             | Bon Jovi              | It’s My Life                      |
| 17             | Vanessa Amorosi       | Absolutely Everybody              |
| 18             | Thomas Gottschalk     | What Happened To Rock’N’Roll      |
| 19             | LeAnn Rimes           | Can’t Fight the Moonlight         |
| 20             | Robbie Williams       | Rock DJ                           |

| Top 813 (2002) | Top 813 (2002)                  | Top 813 (2002)               |
| Platz          | Künstler                        | Titel                        |
| -------------- | ------------------------------- | ---------------------------- |
| 1              | Sarah Connor                    | From Sarah with Love         |
| 2              | Shakira                         | Whenever, Wherever           |
| 3              | Robbie Williams / Nicole Kidman | Somethin’ Stupid             |
| 4              | Anastacia                       | Paid My Dues                 |
| 5              | Bro’Sis                         | I Believe                    |
| 6              | Kylie Minogue                   | Can’t Get You Out of My Head |
| 7              | Enrique Iglesias                | Hero                         |
| 8              | Nickelback                      | How You Remind Me            |
| 9              | Enya                            | Only Time                    |
| 10             | P!nk                            | Get the Party Started        |
| 11             | Lighthouse Family               | Free                         |
| 12             | Gigi D’Agostino                 | L’amour toujours             |
| 13             | Kate Winslet                    | What If                      |
| 14             | Alizée                          | Moi… Lolita                  |
| 15             | No Angels                       | Daylight in Your Eyes        |
| 16             | Alicia Keys                     | Fallin                       |
| 17             | Right Said Fred                 | Love Song                    |
| 18             | Alcazar                         | Crying at the Discoteque     |
| 19             | Westlife                        | World Of Your Own            |
| 20             | Bryan Adams                     | Summer of ’69                |

| Top 814 (2003) | Top 814 (2003)        | Top 814 (2003)                     |
| Platz          | Künstler              | Titel                              |
| -------------- | --------------------- | ---------------------------------- |
| 1              | t.A.T.u.              | All the Things She Said            |
| 2              | Robbie Williams       | Feel                               |
| 3              | Nena                  | Leuchtturm (New Version)           |
| 4              | Jennifer Lopez        | Jenny from the Block               |
| 5              | No Angels             | All Cried Out                      |
| 6              | Herbert Grönemeyer    | Mensch                             |
| 7              | Right Said Fred       | Stand Up (For The Champions)       |
| 8              | Pink                  | Family Portrait                    |
| 9              | Christina Aguilera    | Beautiful                          |
| 10             | Las Ketchup           | The Ketchup Song (Aserejé)         |
| 11             | Nelly & Kelly Rowland | Dilemma                            |
| 12             | Shakira               | Whenever, Wherever                 |
| 13             | Bryan Adams           | Summer of ’69                      |
| 14             | Herbert Grönemeyer    | Der Weg                            |
| 15             | Hermes House Band     | Country Roads                      |
| 16             | Shakira               | Objection (Tango)                  |
| 17             | Blue feat. Elton John | Sorry Seems to Be the Hardest Word |
| 18             | Nena                  | 99 Luftballons (2002)              |
| 19             | Ozzy Osbourne         | Dreamer                            |
| 20             | In-Grid               | Tu es foutu                        |
|                |                       |                                    |

| Top 815 (2004) | Top 815 (2004)             | Top 815 (2004)            |
| Platz          | Künstler                   | Titel                     |
| -------------- | -------------------------- | ------------------------- |
| 1              | The Black Eyed Peas        | Shut Up                   |
| 2              | Lotto King Karl            | Hamburg meine Perle       |
| 3              | Limp Bizkit                | Behind Blue Eyes          |
| 4              | Bryan Adams                | Summer of ’69             |
| 5              | Herbert Grönemeyer         | Mensch                    |
| 6              | Dick Brave & The Backbeats | Take Good Care of My Baby |
| 7              | Robbie Williams            | Feel                      |
| 8              | OutKast                    | Hey Ya!                   |
| 9              | Phil Collins               | In the Air Tonight        |
| 10             | Oomph!                     | Augen auf!                |
| 11             | Nelly Furtado              | Powerless                 |
| 12             | Marianne Rosenberg         | Er gehört zu mir          |
| 13             | Seal                       | Love’s Divine             |
| 14             | Die Ärzte                  | Westerland                |
| 15             | The Black Eyed Peas        | Where Is the Love?        |
| 16             | Nena                       | 99 Luftballons            |
| 17             | The Rasmus                 | In the Shadows            |
| 18             | Anastacia                  | Left Outside Alone        |
| 19             | No Doubt                   | It’s My Life              |
| 20             | Lotto King Karl            | Fliegen                   |

| Top 816 (2005) | Top 816 (2005)                         | Top 816 (2005)                |
| Platz          | Künstler                               | Titel                         |
| -------------- | -------------------------------------- | ----------------------------- |
| 1              | Juli                                   | Perfekte Welle                |
| 2              | K-Maro                                 | Femme Like You                |
| 3              | Lotto King Karl                        | Hamburg meine Perle           |
| 4              | Fettes Brot                            | Emanuela                      |
| 5              | Bryan Adams                            | Summer of ’69                 |
| 6              | Schnappi                               | Schnappi, das kleine Krokodil |
| 7              | Green Day                              | Boulevard of Broken Dreams    |
| 8              | Annett Louisan                         | Das Spiel                     |
| 9              | Christina Aguilera feat. Missy Elliott | Car Wash                      |
| 10             | Die Ärzte                              | Westerland                    |
| 11             | Söhne Mannheims                        | Und wenn ein Lied             |
| 12             | Gwen Stefani                           | What You Waiting For?         |
| 13             | Ernie und Bert und ihre Freunde        | Quietsche-Entchen             |
| 14             | Robbie Williams                        | Angels                        |
| 15             | Blue feat. Kool & the Gang & Lil’ Kim  | Get Down On It                |
| 16             | Nena                                   | Liebe ist                     |
| 17             | Eric Prydz                             | Call On Me                    |
| 18             | Robbie Williams                        | Feel                          |
| 19             | Die Fantastischen Vier                 | Troy                          |
| 20             | Katrina and the Waves                  | Walking on Sunshine           |

| Top 817 (2006) | Top 817 (2006)                                | Top 817 (2006)        |
| Platz          | Künstler                                      | Titel                 |
| -------------- | --------------------------------------------- | --------------------- |
| 1              | Madonna                                       | Sorry                 |
| 2              | Bryan Adams                                   | Summer of ’69         |
| 3              | Juanes                                        | La camisa negra       |
| 4              | Texas Lightning                               | No No Never           |
| 5              | Xavier Naidoo                                 | Dieser Weg            |
| 6              | Robbie Williams                               | Tripping              |
| 7              | Seeed                                         | Ding                  |
| 8              | Mattafix                                      | Big City Life         |
| 9              | Lotto King Karl                               | Hamburg meine Perle   |
| 10             | Madonna                                       | Hung Up               |
| 11             | Fettes Brot                                   | Emanuela              |
| 12             | Rosenstolz                                    | Ich bin ich           |
| 13             | The Pussycat Dolls                            | Don’t Cha             |
| 14             | Die Ärzte                                     | Westerland            |
| 15             | Bob Sinclar presents Goleo VI feat. Gary Pine | Love Generation       |
| 16             | Pink                                          | Stupid Girls          |
| 17             | Kelly Clarkson                                | Since U Been Gone     |
| 18             | Lotto King Karl                               | Fliegen               |
| 19             | The Black Eyed Peas                           | Pump It               |
| 20             | Pohlmann                                      | Wenn Jetzt Sommer Wär |

| Top 818 (2007) | Top 818 (2007)              | Top 818 (2007)                   |
| Platz          | Künstler                    | Titel                            |
| -------------- | --------------------------- | -------------------------------- |
| 1              | Jan Delay                   | Feuer                            |
| 2              | Gwen Stefani                | Sweet Escape                     |
| 3              | Lotto King Karl             | Hamburg meine Perle              |
| 4              | Scissor Sisters             | I Don’t Feel Like Dancing        |
| 5              | Take That                   | Patience                         |
| 6              | Nelly Furtado               | Maneater                         |
| 7              | Sunrise Avenue              | Fairytale Gone Bad               |
| 8              | Ville Valo & Natalia Avelon | Summer Wine                      |
| 9              | Xavier Naidoo               | Dieser Weg                       |
| 10             | Nelly Furtado               | All Good Things (Come to an End) |
| 11             | Lotto King Karl             | Fliegen                          |
| 12             | Red Hot Chili Peppers       | Show                             |
| 13             | Avril Lavigne               | Girlfriend                       |
| 14             | Monrose                     | Shame                            |
| 15             | Robbie Williams             | She’s Madonna                    |
| 16             | Sportfreunde Stiller        | ’54, ’74, ’90, 2006              |
| 17             | Mika                        | Grace Kelly                      |
| 18             | Nelly Furtado               | Say It Right                     |
| 19             | Herbert Grönemeyer          | Lied 1 – Stück vom Himmel        |
| 20             | Bryan Adams                 | Summer of ’69                    |

| Top 819 (2008) | Top 819 (2008)         | Top 819 (2008)                   |
| Platz          | Künstler               | Titel                            |
| -------------- | ---------------------- | -------------------------------- |
| 1              | Rihanna                | Don’t Stop the Music             |
| 2              | Timbaland              | Apologize                        |
| 3              | Die Ärzte              | Junge                            |
| 4              | Leona Lewis            | Bleeding Love                    |
| 5              | Die Fantastischen Vier | Einfach sein                     |
| 6              | Lotto King Karl        | Hamburg meine Perle              |
| 7              | Mika                   | Big Girls (You Are Beautiful)    |
| 8              | Plain White T’s        | Hey There Delilah                |
| 9              | Bryan Adams            | Summer of ’69                    |
| 10             | Stefanie Heinzmann     | My Man Is a Mean Man             |
| 11             | Alicia Keys            | No One                           |
| 12             | Culcha Candela         | Hamma                            |
| 13             | Amy Winehouse          | Rehab                            |
| 14             | Fergie                 | Big Girls Don’t Cry              |
| 15             | Lotto King Karl        | Fliegen                          |
| 16             | Rihanna                | Umbrella                         |
| 17             | Die Ärzte              | Lied vom Scheitern               |
| 18             | Fettes Brot            | Bettina, zieh dir bitte etwas an |
| 19             | Sunrise Avenue         | Fairytale Gone Bad               |
| 20             | Jan Delay              | Feuer                            |

| Top 820 (2009) | Top 820 (2009)                     | Top 820 (2009)       |
| Platz          | Künstler                           | Titel                |
| -------------- | ---------------------------------- | -------------------- |
| 1              | Peter Fox                          | Haus am See          |
| 2              | Lady Gaga                          | Pokerface            |
| 3              | Lotto King Karl                    | Hamburg, meine Perle |
| 4              | Mando Diao                         | Dance With Somebody  |
| 5              | Peter Fox                          | Alle Neu             |
| 6              | Katy Perry                         | Hot n Cold           |
| 7              | Nelly Furtado feat. James Morrison | Broken Strings       |
| 8              | Kid Rock                           | All Summer Long      |
| 9              | Lotto King Karl                    | Fliegen              |
| 10             | Coldplay                           | Viva la Vida         |
| 11             | Silbermond                         | Irgendwas Bleibt     |
| 12             | Pink                               | Sober                |
| 13             | Fettes Brot                        | Nordisch by Nature   |
| 14             | Polarkreis 18                      | Allein Allein        |
| 15             | Amy MacDonald                      | This Is the Life     |
| 16             | Bryan Adams                        | Summer of ’69        |
| 17             | The Killers                        | Human                |
| 18             | Die Ärzte                          | Lasse redn           |
| 19             | Katy Perry                         | I Kissed a Girl      |
| 20             | Pink                               | So What              |

| Top 821 (2010) | Top 821 (2010)                      | Top 821 (2010)                            |
| Platz          | Künstler                            | Titel                                     |
| -------------- | ----------------------------------- | ----------------------------------------- |
| 1              | Fettes Brot                         | Jein 2010                                 |
| 2              | Kesha                               | Tik Tok                                   |
| 3              | Lady Gaga                           | Bad Romance                               |
| 4              | The Black Eyed Peas                 | Meet Me Halfway                           |
| 5              | Keri Hilson                         | I Like                                    |
| 6              | Lotto King Karl                     | Hamburg, meine Fussballperle              |
| 7              | Kings of Leon                       | Sex on fire                               |
| 8              | David Guetta feat. Estelle          | One Love                                  |
| 9              | Black Eyed Peas                     | I Gotta Feeling                           |
| 10             | Gossip                              | Heavy Cross                               |
| 11             | Die Atzen (Frauenarzt & Manny Marc) | Das geht ab! (Wir feiern die ganze Nacht) |
| 12             | Timbaland feat. Katy Perry          | If we ever meet again                     |
| 13             | Aura Dione                          | I Will Love You Monday (365)              |
| 14             | Bryan Adams                         | Summer of ’69                             |
| 15             | Jan Delay                           | Hoffnung                                  |
| 16             | Lotto King Karl                     | Fliegen                                   |
| 17             | Michael Jackson                     | Billie Jean                               |
| 18             | Lena Meyer-Landrut                  | Satellite                                 |
| 19             | Tim Toupet                          | So ein schöner Tag (Fliegerlied)          |
| 20             | Lady Gaga                           | Poker Face                                |

| Top 822 (2011) | Top 822 (2011)                           | Top 822 (2011)                            |
| Platz          | Künstler                                 | Titel                                     |
| -------------- | ---------------------------------------- | ----------------------------------------- |
| 1              | Chris Brown                              | Yeah 3x                                   |
| 2              | Lady Gaga                                | Born This Way                             |
| 3              | Bruno Mars                               | Grenade                                   |
| 4              | The Black Eyed Peas                      | The Time (Dirty Bit)                      |
| 5              | Die Atzen mit Nena                       | Strobo Pop                                |
| 6              | Taio Cruz feat. Kylie Minogue            | Higher                                    |
| 7              | Fettes Brot                              | Nordish by Nature (Live Version)          |
| 8              | Adele                                    | Rolling in the Deep                       |
| 9              | Pink                                     | Raise Your Glass                          |
| 10             | Aloe Blacc                               | I Need A Dollar                           |
| 11             | Fettes Brot                              | Amsterdam (Live Version)                  |
| 12             | David Guetta feat. Rihanna               | Who’s That Chick?                         |
| 13             | Usher                                    | More                                      |
| 14             | Die Atzen (Frauenarzt & Manny Marc)      | Das geht ab! (Wir feiern die ganze Nacht) |
| 15             | Duck Sauce                               | Barbra Streisand                          |
| 16             | Lotto King Karl & The Barmbek Dream Boys | Hamburg, meine Fussballperle              |
| 17             | Jennifer Lopez feat. Pitbull             | On the Floor                              |
| 18             | Sunrise Avenue                           | Hollywood Hills                           |
| 19             | Madcon                                   | Glow                                      |
| 20             | Katy Perry                               | Firework                                  |

| Top 823 (2012) | Top 823 (2012)                     | Top 823 (2012)               |
| Platz          | Künstler                           | Titel                        |
| -------------- | ---------------------------------- | ---------------------------- |
| 1              | Michel Teló                        | Ai Se Eu Te Pego!            |
| 2              | LMFAO                              | Party Rock Anthem            |
| 3              | The BossHoss                       | Don’t Gimme That             |
| 4              | Gotye feat. Kimbra                 | Somebody That I Used to Know |
| 5              | Taio Cruz                          | Hangover                     |
| 6              | Olly Murs feat. Rizzle Kicks       | Heart Skips a Beat           |
| 7              | Lotto King Karl                    | Hamburg, meine Fußballperle  |
| 8              | David Guetta feat. Sia             | Titanium                     |
| 9              | Deichkind                          | Leider Geil (Leider Geil)    |
| 10             | Foster the People                  | Pumped Up Kicks              |
| 11             | Sean Paul                          | She Doesn’t Mind             |
| 12             | Flo Rida                           | Good Feeling                 |
| 13             | LMFAO                              | Sexy And I Know It           |
| 14             | Ivy Quainoo                        | Do You Like What You See     |
| 15             | Rihanna feat. Calvin Harris        | We Found Love                |
| 16             | Whitney Houston                    | I Will Always Love You       |
| 17             | DJ Antoine vs Timati feat. Kalenna | Welcome To St. Tropez        |
| 18             | Udo Lindenberg feat. Clueso        | Cello (MTV unplugged)        |
| 19             | Aura Dione                         | Geronimo                     |
| 20             | Deichkind                          | Bück Dich Hoch               |

| Top 824 (2013) | Top 824 (2013)                   | Top 824 (2013)                   |
| Platz          | Künstler                         | Titel                            |
| -------------- | -------------------------------- | -------------------------------- |
| 1              | will.i.am feat. Britney Spears   | Scream and Shout                 |
| 2              | Rihanna                          | Diamonds                         |
| 3              | Psy                              | Gangnam Style                    |
| 4              | The Script feat. will.i.am       | Hall of Fame                     |
| 5              | Icona Pop feat. Charli XCX       | I Love It                        |
| 6              | Pink                             | Try                              |
| 7              | Die Toten Hosen                  | Tage wie diese                   |
| 8              | Alicia Keys                      | Girl on Fire                     |
| 9              | Olly Murs feat. Flo Rida         | Troublemaker                     |
| 10             | Gossip                           | Move in the right direction      |
| 11             | Birdy                            | People help the people           |
| 12             | Seeed                            | Augenbling                       |
| 13             | Carly Rae Jepsen                 | Call me maybe                    |
| 14             | Lykke Li                         | I Follow Rivers (Magician Remix) |
| 15             | Pulcino Pio                      | Das kleine Küken piept           |
| 16             | Pitbull feat. Christina Aguilera | Feel This Moment                 |
| 17             | Lukas Graham                     | Drunk in the morning             |
| 18             | Bruno Mars                       | Locked out of heaven             |
| 19             | Cro                              | Du                               |
| 20             | Baauer                           | Harlem Shake                     |

| Top 825 (2014) | Top 825 (2014)                       | Top 825 (2014)                 |
| Platz          | Künstler                             | Titel                          |
| -------------- | ------------------------------------ | ------------------------------ |
| 1              | Pharrell Williams                    | Happy                          |
| 2              | Mr. Probz                            | Waves                          |
| 3              | Helene Fischer                       | Atemlos durch die Nacht        |
| 4              | Pitbull feat. Kesha                  | Timber                         |
| 5              | Ed Sheeran                           | I See Fire                     |
| 6              | Jan Delay                            | St. Pauli                      |
| 7              | Lotto King Karl                      | Hamburg, meine Fußballperle    |
| 8              | Katy Perry                           | Dark Horse                     |
| 9              | Clean Bandit feat. Jess Glynne       | Rather Be                      |
| 10             | Adel Tawil                           | Lieder                         |
| 11             | Nico & Vinz                          | Am I Wrong                     |
| 12             | Avicii                               | Hey Brother                    |
| 13             | Avicii                               | Wake Me Up                     |
| 14             | Revolverheld                         | Ich lass für Dich das Licht an |
| 15             | Avicii                               | Addicted To You                |
| 16             | James Blunt                          | Bonfire Heart                  |
| 17             | Klingande                            | Jubel                          |
| 18             | Cris Cab                             | Liar Liar                      |
| 19             | Lorde                                | Royals                         |
| 20             | Robin Thicke feat. Pharrell Williams | Blurred Lines                  |

| Top 826 (2015) | Top 826 (2015)                              | Top 826 (2015)                  |
| Platz          | Künstler                                    | Titel                           |
| -------------- | ------------------------------------------- | ------------------------------- |
| 1              | OMI                                         | Cheerleader (Felix Jaehn Remix) |
| 2              | Ellie Goulding                              | Love Me like You Do             |
| 3              | Helene Fischer                              | Atemlos durch die Nacht         |
| 4              | Mark Forster                                | Flash mich                      |
| 5              | AronChupa                                   | I’m an Albatroz                 |
| 6              | Mark Ronson feat. Bruno Mars                | Uptown Funk                     |
| 7              | Andreas Bourani                             | Auf anderen Wegen               |
| 8              | Lotto King Karl                             | Hamburg, meine Fußballperle     |
| 9              | James Newton Howard feat. Jennifer Lawrence | The Hanging Tree                |
| 10             | Andreas Bourani                             | Auf uns                         |
| 11             | Kygo feat. Conrad                           | Firestone                       |
| 12             | Hozier                                      | Take Me to Church               |
| 13             | Ed Sheeran                                  | Thinking Out Loud               |
| 14             | Philipp Dittberner & Marv                   | Wolke 4                         |
| 15             | Kwabs                                       | Walk                            |
| 16             | Pharrell Williams                           | Happy                           |
| 17             | Taylor Swift                                | Shake It Off                    |
| 18             | Rihanna, Kanye West & Paul McCartney        | FourFiveSeconds                 |
| 19             | Adel Tawil                                  | Kartenhaus                      |
| 20             | Fritz Kalkbrenner                           | Back Home                       |

| Top 827 (2016) | Top 827 (2016)               | Top 827 (2016)                    |
| Platz          | Künstler                     | Titel                             |
| -------------- | ---------------------------- | --------------------------------- |
| 1              | Adele                        | Hello                             |
| 2              | Eff                          | Stimme                            |
| 3              | Alan Walker                  | Faded                             |
| 4              | Lukas Graham                 | Seven Years                       |
| 5              | Stereoact feat. Kerstin Ott  | Die immer lacht (Radio 2016 Mix)  |
| 6              | Lotto King Karl              | Hamburg, meine Fußballperle       |
| 7              | Sido feat. Andreas Bourani   | Astronaut                         |
| 8              | Justin Bieber                | Love Yourself                     |
| 9              | Helene Fischer               | Atemlos                           |
| 10             | Glasperlenspiel              | Geiles Leben (Madizin Single Mix) |
| 11             | Twenty One Pilots            | Stressed Out                      |
| 12             | Shawn Mendes                 | Stitches                          |
| 13             | Namika                       | Lieblingsmensch                   |
| 14             | Jonas Blue feat. Dakota      | Fast Car                          |
| 15             | Sarah Connor                 | Wie schön du bist                 |
| 16             | Justin Bieber                | Sorry                             |
| 17             | Fleur East                   | Sax                               |
| 18             | Elle King                    | Ex’s Oh’s                         |
| 19             | Major Lazer, Nyla & Fuse ODG | Light It Up                       |
| 20             | Jamie-Lee Kriewitz           | Ghost                             |

| Top 828 (2017) | Top 828 (2017)                            | Top 828 (2017)              |
| Platz          | Künstler                                  | Titel                       |
| -------------- | ----------------------------------------- | --------------------------- |
| 1              | Ed Sheeran                                | Shape of You                |
| 2              | Burak Yeter feat. Danelle Sandoval        | Tuesday                     |
| 3              | Lotto King Karl                           | Hamburg, meine Fußballperle |
| 4              | Rag ’n’ Bone Man                          | Human                       |
| 5              | Alice Merton                              | No Roots                    |
| 6              | Helene Fischer                            | Atemlos durch die Nacht     |
| 7              | Mark Forster                              | Chöre                       |
| 8              | Ed Sheeran                                | Castle on the Hill          |
| 9              | Rag ’n’ Bone Man                          | Skin                        |
| 10             | Katy Perry feat. Skip Marley              | Chained to the Rhythm       |
| 11             | Adele                                     | Hello                       |
| 12             | Kygo & Selena Gomez                       | It Ain’t Me                 |
| 13             | Stereoact feat. Kerstin Ott               | Die immer lacht             |
| 14             | Bonez MC & RAF Camora feat. Maxwell       | Ohne mein Team              |
| 15             | Disturbed                                 | The Sound of Silence        |
| 16             | Justin Timberlake                         | Can’t Stop the Feeling!     |
| 17             | Alan Walker                               | Alone                       |
| 18             | Clean Bandit feat. Sean Paul & Anne-Marie | Rockabye                    |
| 19             | Max Giesinger                             | 80 Millionen                |
| 20             | Jax Jones feat. Raye                      | You Don’t Know Me           |

| Top 829 (2018) | Top 829 (2018)                                        | Top 829 (2018)              |
| Platz          | Künstler                                              | Titel                       |
| -------------- | ----------------------------------------------------- | --------------------------- |
| 1              | Ed Sheeran                                            | Perfect                     |
| 2              | Camila Cabello feat. Young Thug                       | Havana                      |
| 3              | Ofenbach & Nick Waterhouse                            | Katchi                      |
| 4              | Luis Fonsi & Demi Lovato                              | Échame la culpa             |
| 5              | Justin Bieber & BloodPop                              | Friends                     |
| 6              | Nico Santos                                           | Rooftop                     |
| 7              | Lotto King Karl                                       | Hamburg, meine Fußballperle |
| 8              | Bausa                                                 | Was du Liebe nennst         |
| 9              | Ed Sheeran                                            | Shape of You                |
| 10             | Helene Fischer                                        | Atemlos durch die Nacht     |
| 11             | Eminem feat. Ed Sheeran                               | River                       |
| 12             | Rita Ora                                              | Anywhere                    |
| 13             | Luis Fonsi feat. Daddy Yankee                         | Despacito                   |
| 14             | Liam Payne & Rita Ora                                 | For You                     |
| 15             | Justin Timberlake & Chris Stapleton                   | Say Something               |
| 16             | Jason Derulo feat. French Montana                     | Tip Toe                     |
| 17             | Imagine Dragons                                       | Thunder                     |
| 18             | Marshmello feat. Anne-Marie                           | Friends                     |
| 19             | Lost Frequencies                                      | Crazy                       |
| 20             | Rudimental feat. Jess Glynne, Macklemore & Dan Caplen | These Days                  |

| Top 830 (2019) | Top 830 (2019)                       | Top 830 (2019)              |
| Platz          | Künstler                             | Titel                       |
| -------------- | ------------------------------------ | --------------------------- |
| 1              | Ava Max                              | Sweet but Psycho            |
| 2              | Calvin Harris feat. Rag ’n’ Bone Man | Giant                       |
| 3              | Lady Gaga & Bradley Cooper           | Shallow                     |
| 4              | Lotto King Karl                      | Hamburg meine Fussballperle |
| 5              | Lena                                 | thank you                   |
| 6              | Ed Sheeran                           | Perfect                     |
| 7              | Imagine Dragons                      | Bad Liar                    |
| 8              | Daddy Yankee feat. Snow              | Con Calma                   |
| 9              | Robin Schulz feat. Erika Sirola      | Speechless                  |
| 10             | Helene Fischer                       | Atemlos durch die Nacht     |
| 11             | Dynoro & Gigi D’Agostino             | In My Mind                  |
| 12             | Queen                                | Bohemian Rhapsody           |
| 13             | Mero                                 | Wolke 10                    |
| 14             | Panic! at the Disco                  | High Hopes                  |
| 15             | Capital Bra                          | Cherry Lady                 |
| 16             | Ariana Grande                        | 7 Rings                     |
| 17             | Josh.                                | Cordula Grün                |
| 18             | Mark Ronson feat. Miley Cyrus        | Nothing Breaks Like a Heart |
| 19             | Michael Schulte                      | Back to the Start           |
| 20             | Alle Farben & Ilira                  | Fading                      |

| Top 831 (2020) | Top 831 (2020)           | Top 831 (2020)              |
| Platz          | Künstler                 | Titel                       |
| -------------- | ------------------------ | --------------------------- |
| 1              | The Weeknd               | Blinding Lights             |
| 2              | Tones And I              | Dance Monkey                |
| 3              | Lotto King Karl          | Hamburg Meine Fussballperle |
| 4              | Topic & A7s              | Breaking Me                 |
| 5              | Maroon 5                 | Memories                    |
| 6              | Mark Forster             | 194 Länder                  |
| 7              | Robin Schulz feat. Alida | In Your Eyes                |
| 8              | Apache 207               | Roller                      |
| 9              | Queen                    | Bohemian Rhapsody           |
| 10             | Alicia Keys              | Underdog                    |
| 11             | Ava Max                  | Salt                        |
| 12             | Regard                   | Ride It                     |
| 13             | Michael Wendler          | Egal                        |
| 14             | Post Malone              | Circles                     |
| 15             | Sarah Connor             | Vincent                     |
| 16             | Billie Eilish            | Bad Guy                     |
| 17             | Nico Santos              | Play With Fire              |
| 18             | Dua Lipa                 | Don’t Start Now             |
| 19             | Jonas Brothers           | What A Man Gotta Do         |
| 20             | Dua Lipa                 | Physical                    |

| Top 832 (2021) | Top 832 (2021)                               | Top 832 (2021)                         |
| Platz          | Künstler                                     | Titel                                  |
| -------------- | -------------------------------------------- | -------------------------------------- |
| 1              | Nathan Evans                                 | Wellerman (220 KID x Billen Ted Remix) |
| 2              | The Weeknd                                   | Save Your Tears                        |
| 3              | Lotto King Karl                              | Hamburg meine Fussballperle            |
| 4              | Ed Sheeran                                   | Afterglow                              |
| 5              | The Weeknd                                   | Blinding Lights                        |
| 6              | Jason Derulo feat. Nuka                      | Love Not War (The Tampa Beat)          |
| 7              | Master KG feat. Nomcebo                      | Jerusalema                             |
| 8              | Wincent Weiss                                | Wer wenn nicht wir                     |
| 9              | Zoe Wees                                     | Girls like us                          |
| 10             | Sarah Connor                                 | Bye Bye                                |
| 11             | Robin Schulz feat. Kiddo                     | All We Got                             |
| 12             | BTS                                          | Dynamite                               |
| 13             | Olivia Rodrigo                               | Drivers License                        |
| 14             | Miley Cyrus                                  | Midnight Sky                           |
| 15             | Queen                                        | Bohemian Rhapsody                      |
| 16             | Helene Fischer                               | Atemlos durch die Nacht                |
| 17             | Ernie und Bert und ihre Freunde              | Quitsche-Entchen                       |
| 18             | Zoe Wees                                     | Control                                |
| 19             | Purple Disco Machine & Sophie and the Giants | Hypnotzed                              |
| 20             | Bausa & Apache 207                           | Madonna                                |

| Top 833 (2022) | Top 833 (2022)                               | Top 833 (2022)                         |
| Platz          | Künstler                                     | Titel                                  |
| -------------- | -------------------------------------------- | -------------------------------------- |
| 1              | Elton John & Dua Lipa                        | Cold Heart (Pnau Remix)                |
| 2              | Leony                                        | Remedy                                 |
| 3              | Ed Sheeran                                   | Bad Habits                             |
| 4              | Ed Sheeran                                   | Shivers                                |
| 5              | Nathan Evans                                 | Wellerman (220 KID x Billen Ted Remix) |
| 6              | Lotto King Karl                              | Hamburg, meine Fussballperle           |
| 7              | Gayle                                        | ABCDEFU                                |
| 8              | Helene Fischer                               | Atemlos durch die Nacht                |
| 9              | Ed Sheeran                                   | Overpass Graffiti                      |
| 10             | Jaymes Young                                 | Infinity                               |
| 11             | Purple Disco Machine & Sophie and the Giants | In the Dark                            |
| 12             | Udo Lindenberg & Pascal                      | Wozu sind Kriege da?                   |
| 13             | John Lennon                                  | Imagine                                |
| 14             | Glass Animals                                | Heat Waves                             |
| 15             | Bryan Adams                                  | Summer of ’69                          |
| 16             | Queen                                        | Bohemian Rhapsody                      |
| 17             | Marius Müller-Westernhagen                   | Freiheit                               |
| 18             | The Weeknd                                   | Blinding Lights                        |
| 19             | Coldplay x BTS                               | My Universe                            |
| 20             | bbno$ feat. Rich Brian                       | Edamame                                |

| Top 834 (2023) | Top 834 (2023)                  | Top 834 (2023)                  |
| Platz          | Künstler                        | Titel                           |
| -------------- | ------------------------------- | ------------------------------- |
| 1              | Apache 207 & Udo Lindenberg     | Komet                           |
| 2              | Miley Cyrus                     | Flowers                         |
| 3              | Peter Fox feat. Inéz            | Zukunft Pink                    |
| 4              | Nina Chuba                      | Wildberry Lillet                |
| 5              | Helene Fischer                  | Atemlos durch die Nacht         |
| 6              | Taylor Swift                    | Anti-Hero                       |
| 7              | Pink                            | Trustfall                       |
| 8              | David Guetta feat. Bebe Rexha   | I‘m Good (Blue)                 |
| 9              | Harry Styles                    | As It Was                       |
| 10             | Queen                           | Bohemian Rhapsody               |
| 11             | Roland Kaiser & Maite Kelly     | Warum hast du nicht nein gesagt |
| 12             | Ed Sheeran                      | Perfect                         |
| 13             | Ed Sheeran                      | Celestial                       |
| 14             | Pink                            | Never Gonna Not Dance Again     |
| 15             | Lotto King Karl                 | Hamburg, meine Fussballperle    |
| 16             | Ernie und Bert und ihre Freunde | Quietsche-Entchen               |
| 17             | Robbie Williams                 | Angels                          |
| 18             | Bryan Adams                     | Summer of ’69                   |
| 19             | The Weeknd                      | Blinding Lights                 |
| 20             | Sam Smith feat. Kim Petras      | Unholy                          |

| Top 835 (2024) | Top 835 (2024)                    | Top 835 (2024)                  |
| Platz          | Künstler                          | Titel                           |
| -------------- | --------------------------------- | ------------------------------- |
| 1              | Apache 207 & Udo Lindenberg       | Komet                           |
| 2              | Cyril                             | Stumblin’ In                    |
| 3              | Lotto King Karl                   | Hamburg, meine Fußballperle     |
| 4              | Dua Lipa                          | Houdini                         |
| 5              | Miley Cyrus                       | Flowers                         |
| 6              | Ofenbach feat. Norma Jean Martine | Overdrive                       |
| 7              | Helene Fischer                    | Atemlos durch die Nacht         |
| 8              | Beyoncé                           | Texas Hold ’Em                  |
| 9              | Pink                              | Trustfall                       |
| 10             | Ernie und Bert und ihre Freunde   | Quietsche-Entchen               |
| 11             | Bryan Adams                       | Summer of ’69                   |
| 12             | Queen                             | Bohemian Rhapsody               |
| 13             | Roland Kaiser feat. Maite Kelly   | Warum hast du nicht nein gesagt |
| 14             | Benson Boone                      | Beautiful Things                |
| 15             | Ed Sheeran                        | American Town                   |
| 16             | Kerstin Ott feat. Helene Fischer  | Regenbogenfarben                |
| 17             | Natasha Bedingfield               | Unwritten                       |
| 18             | Abschlach!                        | Mein Hamburg lieb ich sehr      |
| 19             | Rolf Zuckowski & seine Freunde    | Stups, der kleine Osterhase     |
| 20             | Johannes Oerding                  | An guten Tagen                  |

| Top 836 (2025) | Top 836 (2025)                                        | Top 836 (2025)              |
| Platz          | Künstler                                              | Titel                       |
| -------------- | ----------------------------------------------------- | --------------------------- |
| 1              | Apache 207 & Udo Lindenberg                           | Komet                       |
| 2              | Oimara                                                | Wackelkontakt               |
| 3              | Lotto King Karl                                       | Hamburg, meine Fußballperle |
| 4              | Lady Gaga                                             | Abracadabra                 |
| 5              | Coldplay feat. Little Simz, Burna Boy, Elyanna & Tini | We Pray                     |
| 6              | Rosé & Bruno Mars                                     | Apt.                        |
| 7              | Lady Gaga & Bruno Mars                                | Die with a Smile            |
| 8              | David Guetta feat. Alphaville & Ava Max               | Forever Young               |
| 9              | Leony                                                 | By Your Side                |
| 10             | Zartmann                                              | Tau mich auf                |
| 11             | Linkin Park                                           | The Emptiness Machine       |
| 12             | Ernie und Bert und ihre Freunde                       | Quietsche-Entchen           |
| 13             | Rosenstolz                                            | Liebe ist alles             |
| 14             | Lola Young                                            | Messy                       |
| 15             | Rea Garvey                                            | Halo                        |
| 16             | Helene Fischer & Florian Silbereisen                  | Schau mal herein            |
| 17             | Queen                                                 | Bohemian Rhapsody           |
| 18             | Abschlach!                                            | Mein Hamburg lieb ich sehr  |
| 19             | Nico Santos                                           | Ray of Light                |
| 20             | Teddy Swims                                           | Bad Dreams                  |